# Distrito militar de Leningrado

Distritos militares de las Fuerzas Armadas Soviéticas. El de Leningrado se aprecia en azul oscuro.

El Distrito militar de Leningrado es un distrito militar de las Fuerzas Armadas de la Federación de Rusia, y anteriormente las Fuerzas Armadas de la Unión Soviética, que está operativo desde principios de 2024, habiéndolo estado previamente de 1918 hasta 1991 como distrito militar de la URSS y de 1991 a 2010 como distrito militar de Rusia, siempre con sede en la ciudad de San Petersburgo (llamada en 1918 Petrogrado y en 1924 Leningrado, de donde toma el nombre la óblast en la que se encuentra y el distrito militar que encabeza).
La región militar abarca un total de 10 sujetos federales rusos: Carelia, Komi, Nenetsia, Arcángel, Múrmansk, Leningrado, Kaliningrado, Vólogda, Pskov y Nóvgorod. Entre estos 10 territorios se encuentras las ciudades de San Petersburgo y Severomorsk, sedes históricas de las flotas Báltica y Norte respectivamente.

## Historia
En la época del Imperio ruso se comenzaron a organizar distritos militares en la segunda mitad del siglo XIX. En 1864, se formó el entonces Distrito militar de San Petersburgo. Tras el estallido de la Primera Guerra Mundial, San Petersburgo pasó a llamarse Petrogrado y el distrito militar también cambió su nombre acorde a ello.
Tras la Revolución de Octubre, el 20 de marzo de 1918, con el poder de la zona en manos del Sóviet de Petrogrado (parte de la RSFS de Rusia) se formó el Distrito militar de Petrogrado del Ejército Rojo sobre la base del distrito imperial existente hasta entonces. Este distrito fue rebautizado como Distrito militar de Leningrado el 1 de febrero de 1924, siguiendo la estela del cambio de nombre de la ciudad por la muerte de Lenin.
El distrito estuvo operativo durante toda la existencia de la Unión Soviética y se mantuvo tras la disolución de la misma y la nueva organización militar del espacio postsoviético.
En 2010, se fusionaron los distritos militares de Leningrado, Moscú y la región especial de Kaliningrado para dar lugar al distrito militar Occidental.
En 2024, Vladímir Putin firmó un decreto presidencial para volver a separar los distritos militares de Moscú y Leningrado, quedando la región especial de Kaliningrado dentro del distrito de Leningrado. Esta decisión fue una respuesta a la adhesión de Finlandia a la OTAN que a su vez fue una respuesta a la invasión rusa de Ucrania.
Analistas del gabinete estratégico Instituto para el Estudio de la Guerra indicaron que la iniciativa apoya los objetivos de consolidar el control sobre las operaciones rusas en Ucrania a corto y medio plazo y que ayudaba a Rusia a prepararse para una posible futura guerra convencional a gran escala contra la OTAN a largo plazo.